# Hennadij Kowtunow
Hennadij Iwanowytsch Kowtunow (ukrainisch Геннадій Іванович Ковтунов, englische Transkription Hennadiy Kovtunov, russisch Геннадий Иванович Ковтунов Gennadi Kowtunow; * 8. September 1957 in Schdanow, USSR, Sowjetunion) ist ein ehemaliger ukrainischer Leichtathlet, der für die Sowjetunion im Dreisprung an den Start ging. Seinen größten sportlichen Erfolg feierte er mit dem Gewinn der Bronzemedaille bei den Halleneuropameisterschaften 1980 in Sindelfingen.

## Sportliche Laufbahn
Erste internationale Erfahrungen sammelte Hennadij Kowtunow vermutlich im Jahr 1975, als er bei den Junioreneuropameisterschaften in Athen mit einer Weite von 16,06 m die Silbermedaille gewann. 1978 gelangte er bei den Halleneuropameisterschaften in Mailand mit 15,76 m auf den elften Platz und 1980 gewann er bei den Halleneuropameisterschaften in Sindelfingen mit 16,45 m die Bronzemedaille hinter dem Ungarn Béla Bakosi und seinem Landsmann Jaak Uudmäe. Daraufhin trat er nicht mehr international in Erscheinung.